# Салтовський Олександр Іванович
Олександр Іванович Салтовський (23 травня 1963, Київ) — український вчений.  Доктор політичних наук, професор.

## Освіта і наукові звання
- Закінчив філософський факультет Київського університету імені Тараса Шевченка (1985).
- 1991 — кандидатська дисертація "Проблема оптимізації системи «суспільство-природа»,
- 2003 — докторська дисертація «Ідея української державності у вітчизняній політичній думці (від витоків до початку XX сторіччя)».

## Кар'єра
З 1985 працює в Київському університеті: інженер соціологічної лабораторії, асистент, доцент, професор. 
Читає курси «Історія політичної думки України», «Соціальна екологія», спецкурс «Історія української державності».
Член спеціалізованої вченої ради по захисту докторських дисертацій у КНУТШ. Підготував трьох кандидатів наук.
Головні напрями наукових досліджень: історія політ. думки України, соціальна екологія.

## Публікації
Автор понад 100 наукових і навчально-методичних праць.
Основні наукові праці:
1. Основи соціальної екології: курс лекцій. — К., 1997.
2. Людина і світ: навч. посібник. — К., 1997 (у співавт.).
3. Концепції української державності в історії вітчизняної політичної думки (від витоків до початку XX сторіччя). — К., 2002.
4. Людина і світ: навчальний посібник. — К., 2004 (у співавторстві).
5. Основи соціальної екології. — К., 2004.